# Dany Verstraeten
Dany Verstraeten (Kabalo, Belgisch-Congo, 22 oktober 1955) is een Belgisch voormalig nieuwslezer.

## Levensloop
Verstraeten was vanaf 1979 te horen bij de toenmalige BRT. Hij ging er bij de radio aan de slag waar hij de verkeersinformatie verzorgde. Hij zette zijn radiowerk verder bij Studio Brussel. Tegelijk begon hij ook met televisiewerk en presenteerde hij "Mobiele mensen".
Vanaf de start van VTM op 1 februari 1989 was hij te zien als presentator van VTM Nieuws, waar hij jarenlang het hoofdbulletin om 19 uur voor zijn rekening nam. Dit combineerde hij met de presentatie van andere programma's zoals Telefacts (1990-2006), De zesde versnelling en Autowereld.tv (1999-2004). Vanaf 2013 presenteerde Verstraeten steevast de VTM Nieuws-uitzendingen van vrijdagavond tot en met zondagavond. Vanaf 2021 verzorgde hij de nieuwsuitzending alleen nog op zondagmiddag. Op dinsdag 5 september 2023 ging hij op pensioen, na voor een laatste maal het VTM Nieuws te hebben gepresenteerd. Aansluitend op de nieuwsuitzending volgde het gelegenheidsprogramma Dank u, Dany waarin Koen Wauters samen met Verstraeten terugblikte op zijn 35-jarige carrière bij de nieuwsdienst van de commerciële televisiezender.
Dany Verstraeten trouwde in 2001 met de 13 jaar jongere Anne Buytaert, woordvoerster van Touring. Samen hebben ze twee kinderen. 

## Trivia
- In 2004 verleende Verstraeten zijn stem aan de Vlaamse versie van de animatiefilm The Incredibles als de Nieuwslezer.
- In 2013 had Verstraeten een gastrol in het eerste seizoen van de televisieserie Safety First.
- In 2024 was hij te zien als gastspeurder in The Masked Singer en als zichzelf in Sterregem.